# 舞岡駅
舞岡駅（まいおかえき）は、神奈川県横浜市戸塚区舞岡町にある、横浜市営地下鉄ブルーライン（1号線）の駅である。駅番号はB07。

## 概要
都市計画道路舞岡上郷線の道岐橋交差点付近の地下に位置する。丘陵地に囲まれた場所で、駅の上に舞岡川が流れている。
戸塚駅手前の柏尾川周辺は軟弱な地盤で地盤沈下が発生しやすく工事が難しかったこと、駅を設ける予定であった戸塚駅西口の再開発事業が難航したこと、国鉄戸塚駅との交差部分の調整に手間取ったことなどが理由で戸塚駅の開業を先送りし、上永谷駅から舞岡駅までが先行して開業した。舞岡駅から戸塚駅までが開業するまでの2年間、当駅は終着駅とされたが、設計上折り返し設備を設けることができなかったため、上永谷駅から当駅までは単線折り返し運転となった。

## 歴史

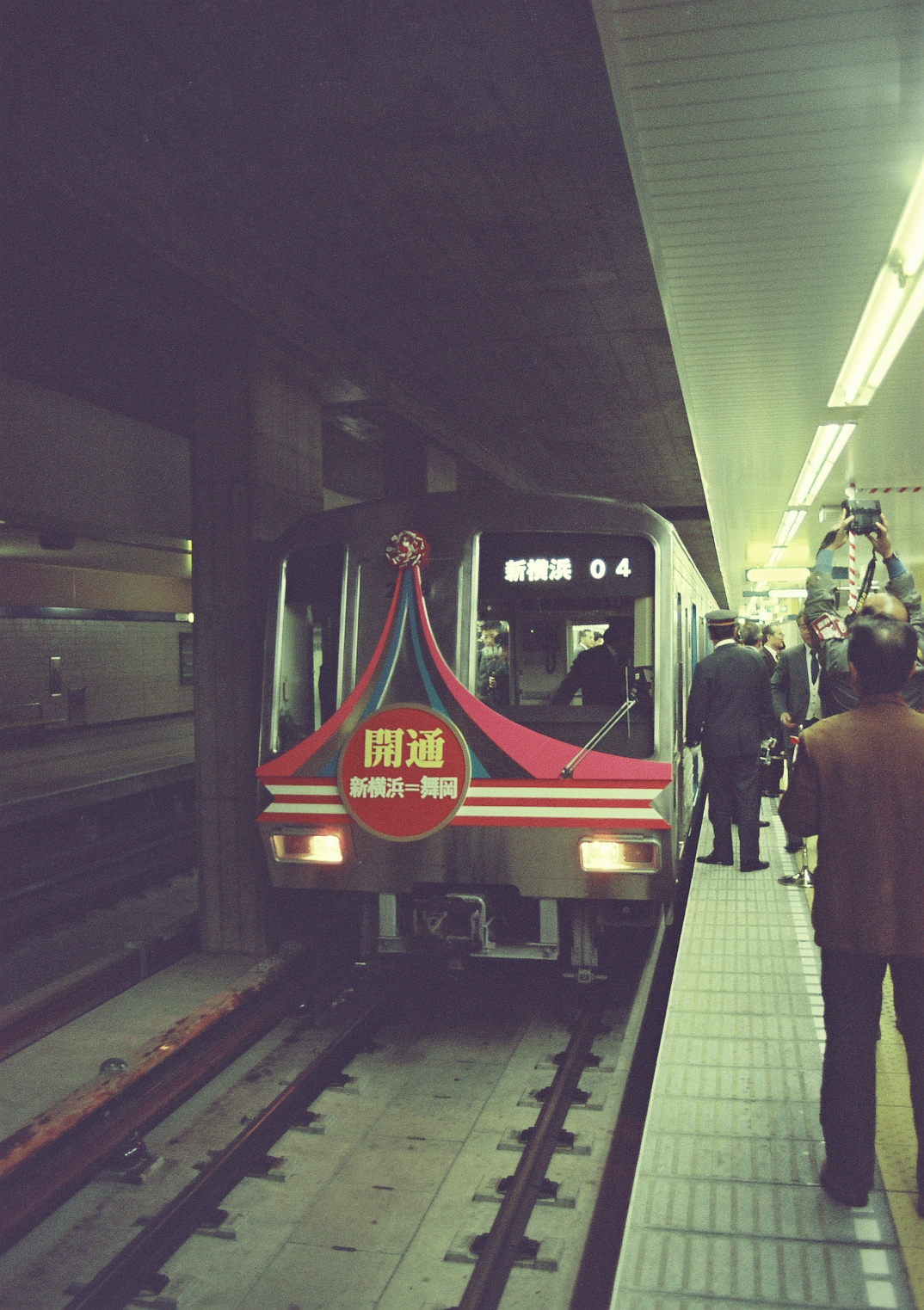
開業日の舞岡駅（1985年3月14日）

- 1985年（昭和60年）3月14日 - 上永谷駅から当駅までの開通に伴い、開業[2]。
- 1987年（昭和62年）5月24日 - 当駅から戸塚駅までが開通、中間駅となる[4]。
- 2007年（平成19年）8月4日 - ホームドアの使用を開始。
- 2012年（平成24年）5月1日 - docomo Wi-Fiによる、公衆無線LANサービス開始。

### 駅名の由来
地名から採られた。「舞岡」の由来は諸説あり、かつては「前岡」だったとの説もある。

## 駅構造
相対式ホーム2面2線を有する地下駅。2007年（平成19年）にホームドアの使用を開始した。
地下2階建ての構造で、地下2階にホーム、地下1階に改札口とコンコースが作られている。地上へは南側に1番出入口、北側に2番出入口が設けられ、地上の市道を挟んで向かい合う。1番出入口は階段のみの造りとなっているが、2番出入口は階段に加えエレベーターも設けられている。自動券売機・自動改札を設置。

### のりば
| 番線 | 路線         | 行先         |
| ---- | ------------ | ------------ |
| 1    | ブルーライン | 湘南台方面   |
| 2    | ブルーライン | あざみ野方面 |

- 上表の路線名は旅客案内上の名称（愛称）で記載している。

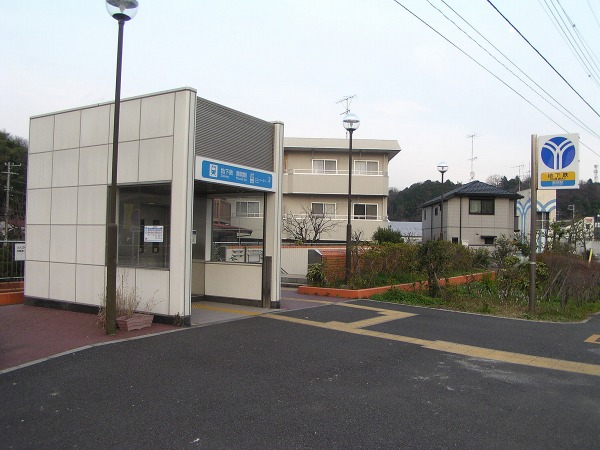
2番出入口 （2007年1月）
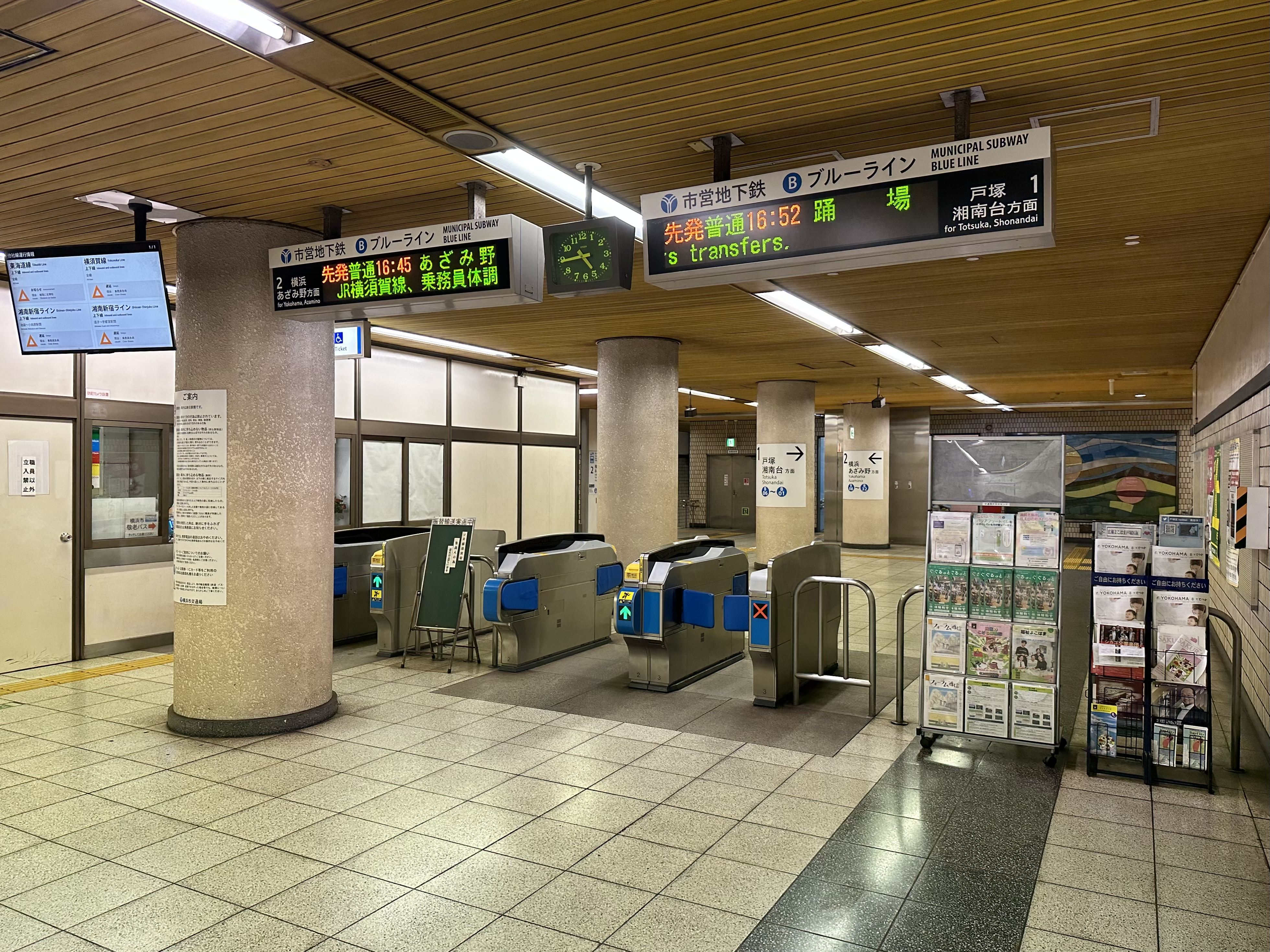
改札口（2023年8月）
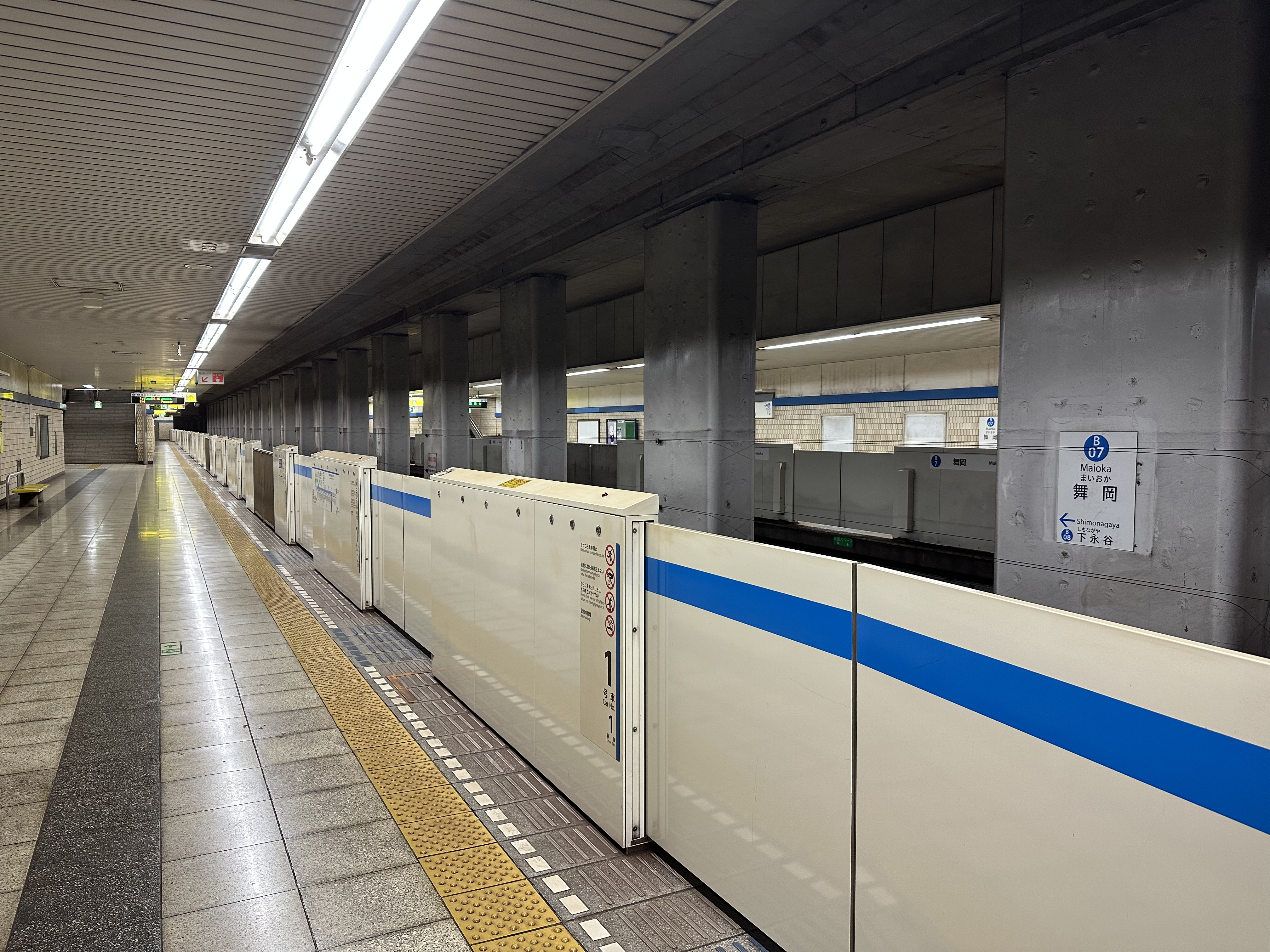
ホーム（2023年8月）
改札内に設置されているレリーフ H. Takeo「太陽と地下鉄」（1985年制作）

## 利用状況

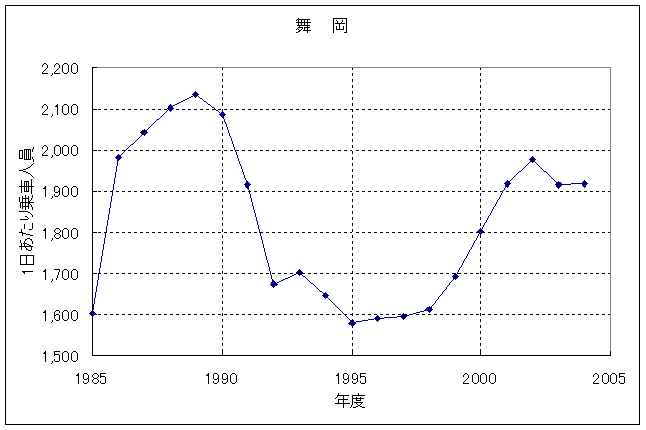
1日あたり乗車人員の推移

2022年（令和2年）度の乗降人員は5,000人（乗車人員：2,559人、降車人員：2,441人）で、横浜市営地下鉄全線（ブルーラインおよびグリーンライン）で最も少ない。
近年の1日平均乗降・乗車人員推移は下記の通り。
| 年度               | 1日平均 乗降人員 | 1日平均 乗車人員 | 出典       |
| ------------------ | ---------------- | ---------------- | ---------- |
| 1984年（昭和59年） |                  | 1,944            |            |
| 1985年（昭和60年） |                  | 1,603            |            |
| 1986年（昭和61年） |                  | 1,982            |            |
| 1987年（昭和62年） |                  | 2,043            |            |
| 1988年（昭和63年） |                  | 2,104            |            |
| 1989年（平成元年） |                  | 2,136            |            |
| 1990年（平成02年） |                  | 2,088            |            |
| 1991年（平成03年） |                  | 1,916            |            |
| 1992年（平成04年） |                  | 1,674            |            |
| 1993年（平成05年） |                  | 1,702            |            |
| 1994年（平成06年） |                  | 1,646            |            |
| 1995年（平成07年） |                  | 1,579            | [ 統計 1 ] |
| 1996年（平成08年） |                  | 1,591            |            |
| 1997年（平成09年） |                  | 1,595            |            |
| 1998年（平成10年） |                  | 1,613            | [ * 1 ]    |
| 1999年（平成11年） | 3,362            | 1,693            | [ * 2 ]    |
| 2000年（平成12年） | 3,674            | 1,804            | [ * 2 ]    |
| 2001年（平成13年） | 4,025            | 1,917            | [ * 3 ]    |
| 2002年（平成14年） | 3,937            | 1,978            | [ * 4 ]    |
| 2003年（平成15年） | 3,900            | 1,910            | [ * 5 ]    |
| 2004年（平成16年） | 3,822            | 1,918            | [ * 6 ]    |
| 2005年（平成17年） | 3,898            | 1,897            | [ * 7 ]    |
| 2006年（平成18年） | 4,103            | 2,024            | [ * 8 ]    |
| 2007年（平成19年） | 4,041            | 2,105            | [ * 9 ]    |
| 2008年（平成20年） | 4,445            | 2,302            | [ * 10 ]   |
| 2009年（平成21年） | 4,649            | 2,397            | [ * 11 ]   |
| 2010年（平成22年） | 4,827            | 2,486            | [ * 12 ]   |
| 2011年（平成23年） | 4,807            | 2,467            | [ * 13 ]   |
| 2012年（平成24年） | 4,817            | 2,472            | [ * 14 ]   |
| 2013年（平成25年） | 5,024            | 2,573            | [ * 15 ]   |
| 2014年（平成26年） | 4,982            | 2,554            | [ * 16 ]   |
| 2015年（平成27年） | 5,438            | 2,787            | [ * 17 ]   |
| 2016年（平成28年） | 5,548            | 2,846            | [ * 18 ]   |
| 2017年（平成29年） | 5,419            | 2,774            | [ * 19 ]   |
| 2018年（平成30年） | 5,445            | 2,784            | [ * 20 ]   |
| 2019年（令和元年） | 5,667            | 2,893            | [ * 21 ]   |
| 2020年（令和02年） | 4,469            | 2,283            |            |
| 2021年（令和03年） | 4,660            | 2,384            |            |
| 2022年（令和04年） | 5,000            | 2,559            |            |

備考
1. ↑  1985年3月14日開業で18日間のデータ

## 駅周辺
駅は南北に走る舞岡川と市営地下鉄の交差部付近に所在する。駅から地上に出ると、すぐ西側に道岐橋の交叉点がある。道岐橋は交叉点西側で舞岡川に架かる橋の名前である。駅南の舞岡川は自然の雰囲気を損なわないような整備がなされており、そのままたどって行くと1キロ程度で舞岡公園に至る。舞岡地区が横浜市の市街化調整区域に指定されているため、周辺には住宅地のほか、水田や山林も多い。
公共施設等
- 横浜市立舞岡小学校
- 横浜市立舞岡中学校
- 神奈川県立舞岡高等学校
- 横浜市立大学木原生物学研究所（横浜市立大学舞岡キャンパス）
- 舞岡駅前郵便局
- 舞岡地区センター
- 舞岡上郷線

駅周辺に商業施設がほとんど存在しなかったが、2016年にファミリーマート横浜舞岡町店が開店した。

## バス路線
江ノ電バスにより運行されている。
道岐橋
- 1番出入口側
  - 江ノ電バス
    - T5・T6・T61 - 戸塚駅行
- 2番出入口側
  - 江ノ電バス
    - T5 - 舞岡台循環・坂下口行
    - T6 - 京急ニュータウン行

なおバス停の近隣に江ノ電バス鎌倉営業所舞岡待機所があるが、当バス停を終点とする路線は存在しない。

## 隣の駅
横浜市営地下鉄
 ブルーライン（1号線）
■快速
通過
■普通
戸塚駅 (B06) - 舞岡駅 (B07) - 下永谷駅 (B08)